# La teoría de L.T. sobre los animales de compañía
La teoría de L.T. sobre los animales de compañía es un relato corto lanzado inicialmente en la antología del escritor estadounidense Stephen King, Six Stories. Fue luego incluida en la colección de relatos cortos, Todo es eventual. 

## Argumento
La historia es narrada desde una perspectiva en primera persona de un marido de clase trabajadora que recuerda una historia que suele contar L.T. DeWitt, un compañero de trabajo y gran amigo que recuerda los problemas detrás de su matrimonio y los atribuye a los animales domésticos adquiridos por L.T. y su esposa Lulubelle Simms y cuyo relato acababa siempre con una moraleja que él mismo llama "La teoría de L.T. sobre los animales de compañía". Según el narrador, aunque L.T. jamás habla de la desaparición de su esposa o de la posibilidad de su muerte, sí le encanta contar la historia de como lo abandonó. 
Usualmente contaba cómo es que llegó a su casa un día en medio de la rutina usual para descubrir en la puerta del refrigerador una carta, en la cual ella explicaba que tras tres años de casados lo dejaba y que no deseaba que la buscara, ya que a pesar de que aun lo amaba y sabía que era una buena persona, había descubierto que el trabajador de una empacadora de alimentos que no era alguien que estuviera a la altura de ser su marido. Como postdata señalaba que se llevaba a su perro Frank mientras que dejaba con él a Lucy, su gata.
Frank era un terrier Jack Russell que Lulubelle le regaló a L.T. para su primer aniversario ya que a este le agradaba la mascota de Frasier. Sin embargo, L.T. y Frank tenían una pésima convivencia, ambos se odiaban y el hombre estaba convencido de que muchos de los actos que el perro llevaba a cabo (vomitar dentro de sus zapatos, orinar su ropa o echarse gases en dirección a él) eran solo una forma de provocarlo, ya que jamás tenía este tipo de actitudes hacia su mujer o sus pertenencias. De esta forma, a pesar de que era la mascota de L.T., Frank era cuidado y sobreprotegido por Lulubelle, a quien el perro amaba e idolatraba por encima de todo.
Para su segundo aniversario, L.T. le regaló a su esposa a Lucy, una cría de siamés en vista que ella había quedado encantada al ver su camada en una tienda de mascotas. Sin embargo, la misma historia se repitió nuevamente pero a la inversa, esta vez fueron Lulubelle y Lucy quienes demostraron un odio intenso a la vez que la gata adoraba a L.T: y lo reconocía como su amo.
Paralelamente, la relación entre Frank y Lucy era completamente pacífica, rara vez tenían contacto entre sí y respetaban su espacio sin llegar jamás a la violencia. Desgraciadamente, ambos eran el motivo de gran cantidad de peleas entre sus amos al punto que así es como Lulubelle finalmente abandonó a L.T.
Cuando L.T. narraba su historia, siempre tras el final explicaba lo que llamaba "La teoría de L.T. sobre los animales de compañía" que básicamente se trataba de la frase: "Si tu perro y tu gato se llevan mejor que tú y tu mujer, lo mejor es que esperes llegar a casa alguna noche y encontrar una nota de 'Querido John' en la puerta de tu refrigerador".
Una de las ocasiones en que L.T. cuenta esta historia es en casa del narrador en una cena con su esposa Roslyn y Holly, hermana de ésta. Roslyn siempre había detestado la historia casi tanto como odiaba al mismo L.T. Tras terminar la cena, el narrador lleva a su amigo de regreso a casa mientras este le cuenta como es que ya casi es un año del día que Lulubelle desapareció, y que la madre de esta planea declararla muerta para hacer una lápida simbólica, lo que hace que se desmorone en llanto y gritos mientras reconoce cómo la extraña, que aún la ama, y que está convencido de que aún está viva; incluso si eso significa que sea una cantante o una prostituta en algún local de tercera a pesar de que las posibilidades están en contra.
Al regresar a su casa, el narrador descubre que el odio de Roslyn se ha acentuado al descubrir que Holly se sintió atraída por L.T., lo que para ella es suficiente para convencerse de que es él quien asesinó a Lulubelle. Su marido le explica que las evidencias demostraban que Lulu jamás llegó a la casa de su madre y el supuesto crimen ocurrió en una hora donde L.T. estaba a vista de todos en el trabajo y a una distancia que hacía imposible que fuera el culpable.
Ya de noche, él razona como los hechos jamás han estado claros, en la zona del incidente había estado activo un asesino serial apodado "El Asesino del Hacha" que previamente había asesinado cinco mujeres en tres años, pero no se tenía una real certeza sobre lo que había sucedido; el vehículo de Lulubelle fue hallado abandonado junto a la carretera lleno de sangre sin rastros de ella o sus restos, pero los forenses identificarían la sangre como la del perro, el cual fue descubierto algo más lejos muerto a hachazos. Más allá de eso, todo era especulación y era tan probable que hubiese sido atacada por el asesino como que simplemente hubiera abandonado el auto allí para seguir viajando a pie por mero capricho. Lo único cierto es que estaba desaparecida y L.T. aún tiene esperanzas de que esté viva, aunque es poco probable.